# Equinix
Equinix, Inc. là một tập đoàn đa quốc gia Mỹ có trụ sở tại Redwood City, California, chuyên về kết nối Internet và Trung tâm dữ liệu. Công ty này là một trong những lãnh đạo thị trường colocation data center toàn cầu, với 248 trung tâm dữ liệu tại 27 quốc gia trên năm châu lục. Cổ phiếu của công ty được niêm yết trên sàn Nasdaq dưới mã chứng khoán EQIX, và tính đến tháng 12 năm 2022, công ty có khoảng 12,000 nhân viên trên toàn cầu. Vào tháng 1 năm 2015, công ty đã chuyển đổi thành một Quỹ tín thác đầu tư bất động sản (REIT).